# چشمه‌لی (تووز)
چشمه‌لی (به لاتین: Çeşməli، تا ۱۹۵۹ چرکین‌لی Çirkinli) یک منطقه مسکونی در جمهوری آذربایجان است که در شهرستان تووز واقع شده است. چشمه‌لی ۸۴۹ نفر جمعیت دارد.